# Rafael Barquero
Rafael Manuel de Jesus Barquero Chaves (ur. 27 czerwca 1934 w San José, zm. 1 lutego 2012 tamże) – kostarykański judoka. Olimpijczyk z Tokio 1964, gdzie zajął 25. miejsce w wadze średniej. 
Uczestnik mistrzostw świata w 1969 roku.
W latach 1968–1981 był przewodniczącym Komitetu Olimpijskiego Kostaryki.

## Letnie Igrzyska Olimpijskie 1964
| Konkurencja | Eliminacje              | Eliminacje            | Eliminacje          | Klas. końcowa |
| Konkurencja | Przeciwnik I            | Przeciwnik II         | Przeciwnik III      | Miejsce       |
| ----------- | ----------------------- | --------------------- | ------------------- | ------------- |
| -80 kg      | Lhofei Shiozawa (BRA) P | Narzal García (PHI) P | Alfred Redl (AUT) P | 25.           |